# ジョセフ・ピラトー
ジョセフ・ピラト－（Joseph Pilato、1949年3月16日 - 2019年3月24日） は、アメリカ合衆国の俳優、声優である。『死霊のえじき』に出演している。

## フィルモグラフィー

### 実写映画
- ゾンビ Dawn of the Dead （1978年）
- 死霊のえじき Day of the Dead（1985年）
- ガン・ホー Gung Ho （1986年）
- パルプ・フィクション Pulp Fiction（1994年）
- デモリショニスト The Demolitionist （1995年）
- カルト教団 Fatal Passion （1995年）
- ウェス・クレイヴンズ ウィッシュマスター Wishmaster （1997年）

### アニメ映画
- Digimon: The Movie （2000年） - メタルグレイモン

### テレビアニメ
- デジモンアドベンチャー（1999年 - 2000年） - メタルグレイモン
- デジモンアドベンチャー02（2000年 - 2001年） - メタルグレイモン

### 吹き替え
- 黒の天使 Vol.2（2002年）